# شهرستان گراش
شهرستان گِراش یکی از شهرستان‌های استان فارس ایران است. مرکز این شهرستان، شهر گراش است.
این شهرستان در تاریخ ۱۱ بهمن ۱۳۸۸ از شهرستان لارستان جدا شد و مستقل گردید.

## موقعیت جغرافیایی
شهرستان گراش از شمال شرقی با شهرستان اوز، از شمال غربی با شهرستان خنج، از شرق تا جنوب با شهرستان لارستان و از جنوب غربی تا غرب با شهرستان لامرد همسایه است.

## پیشینه تقسیماتی
بخش گراش در تاریخ ۱۱ بهمن ۱۳۸۸ از شهرستان لارستان جدا شده و به عنوان شهرستان گراش، بیست و هفتمین شهرستان استان فارس نام گرفت. طبق مصوبهٔ اولیهٔ دولت، این شهرستان شامل سه بخش مرکزی، اوز و بیرم بود که با اعتراضات صورت گرفته، بخش‌های اوز و بیرم مجدداً به شهرستان لارستان الحاق شد و بخش ارد در شهرستان گراش تشکیل شد.

## تقسیمات کشوری
شهرستان گراش دارای ۲ بخش، ۴ دهستان و ۲ شهر به شرح زیر است:

### شهرستان گراش
| بخش   | مرکز بخش | جمعیت بخش ۱۳۹۵ | نام دهستان | مرکز دهستان | جمعیت دهستان ۱۳۹۵ | شهر  | جمعیت شهر ۱۳۹۵ |
| ----- | -------- | -------------- | ---------- | ----------- | ----------------- | ---- | -------------- |
| مرکزی | گراش     | ۴۶٬۸۷۸ نفر     | فداغ       | فداغ        | ۸٬۶۸۹ نفر         | گراش | ۳۴٬۴۶۹ نفر     |
| مرکزی | گراش     | ۴۶٬۸۷۸ نفر     | خلیلی      | خلیلی       | ۳٬۷۲۰ نفر         | گراش | ۳۴٬۴۶۹ نفر     |
| ارد   | ارد      | ۷٬۰۲۹ نفر      | سبزپوش     | زینل‌آباد    | ۱٬۵۸۶ نفر         | ارد  | ۵٬۰۹۴ نفر      |
| ارد   | ارد      | ۷٬۰۲۹ نفر      | ارد        | ارد         | ۳۴۹ نفر           | ارد  | ۵٬۰۹۴ نفر      |

## جمعیت
بر پایه سرشماری عمومی نفوس و مسکن در سال ۱۳۹۵، جمعیت شهرستان گراش برابر با ۵۳٬۹۰۷ نفر بوده است.